# Michael Mary
Michael Mary (ur. 1953) – niemiecki psychiatra i psychoterapeuta, specjalizuje się w terapii par, autor wielu popularnych książek z zakresu psychologii.

## Tłumaczenia na język polski
- Mity o miłości. Kłamstwa i prawdy o związkach i partnerstwie, Warszawa 2007, Jacek Santorski & Co Agencja Wydawnicza
- 5 sposobów na miłość, Warszawa 2005, Jacek Santorski & Co Agencja Wydawnicza
- Koniec z walką w związku. Jak kobiety mogą znaleźć w związku bliskość, a mężczyźni swobodę, Warszawa 2005, Wydawnictwo Lekarskie PZWL
- Ukryty plan życia. Jak poznać swój wewnętrzny scenariusz i znaleźć swoje miejsce w życiu, Warszawa 2004, Wydaw. Lekarskie PZWL
- 12 zagrożeń dla związku i jak ich uniknąć, Wydawnictwo Lekarskie PZWL, Warszawa 2004
- Pięć kłamstw w sprawach seksu i miłości, Kraków 2003, Wyd. Inter Esse, ISBN 83-89448-03-3